# 승경궁주
승경궁주(承慶宮主, ? ~ 1158년 이전)는 고려의 왕족이다. 인종과 공예왕후의 장녀이다. 승경궁공주(承慶宮公主)라고도 한다. 성은 왕, 본관은 개성이다. 의종과 명종, 신종 등의 친남매이며, 희종과 강종 등의 고모이다.

## 생애
생몰년은 명확하지 않으며, 의종 즉위 후인 1148년(의종 2년) 음력 11월 6일 동생 덕녕궁주와 함께 궁주로 책봉되어 승경궁주(承慶宮主)의 작호를 받았다. 승경궁주는 문종의 손자 강릉공 왕온의 아들 공화백 왕영과 혼인하여 1남 1녀를 낳았다.
승경궁주의 딸 왕씨의 묘지명인 〈왕영녀왕씨묘지명(王瑛女王氏墓誌銘)〉에 '어머니는 승경궁공주 왕씨이며 (중략) 나이 7, 8세가 되기 전에 어머니가 세상을 떠나자'라는 기록으로 미루어 볼 때, 승경궁주는 최소한 1158년 이전에 사망한 듯 하다.

## 가족 관계
승경궁주는 강릉공 왕온의 아들 공화후 왕영과 혼인하여 1남 1녀를 낳았다. 공화백은 후에 공화후로 진봉되었으며, 1186년(명종 16년) 61세를 일기로 사망하였다. 시호는 정의(定懿)이다. 한편 공화백과 승경궁주의 혼인은 7촌 숙질간에 이루어진 근친혼이다.
아들은 광릉공 왕면이며 의종의 딸 화순궁주와 혼인하였다. 성격이 순수하고 후덕하며, 침착하고 냉정하였다고 한다. 또 여러 기술을 많이 가지고 있었다고도 한다. 왕면은 1218년(고종 5년) 사망하였다.
딸은 이름은 전하지 않으며 혼인은 하지 않았고, 1185년(명종 15년) 36세를 일기로 창신사(彰信寺)에서 사망하였다. 남동생인 광릉공이 묘지명을 지었으며, 현재 서울특별시 용산구에 있는 국립중앙박물관에 승경궁주의 딸의 묘지명이 남아있다.
승경궁주의 시아버지인 강릉공은 자신의 아들을 인종의 딸과 결혼시키고, 자신의 네 딸은 모두 인종의 아들들과 결혼시켜 왕비가 되는 등 인종과 무려 다섯 겹사돈 관계를 맺고 있다.
- 아버지 : 제17대 인종(仁宗, 1109~1146, 재위:1122~1146)
- 어머니 : 인종 제3비 공예왕후(恭睿王后, 1109~1183)
  - 남매 : 제18대 의종(毅宗, 1127~1173, 재위:1147~1170)
  - 남매 : 대령후 왕경(大寧侯 王暻, 1130~?)
  - 남매 : 제19대 명종(明宗, 1131~1202, 재위:1170~1197)
    - 조카 : 제22대 강종(康宗, 1152~1213, 재위:1211~1213)

  - 남매 : 원경국사 왕충희(元敬國師 王冲曦, ?~1183)
  - 남매 : 제20대 신종(神宗, 1144~1204, 재위:1197~1204)
    - 조카 : 제21대 희종(熙宗, 1181~1237, 재위:1204~1211)

  - 동생 : 덕녕궁주(德寧宮主, ?~1192)
  - 동생 : 창락궁주(昌樂宮主, ?~1216)
  - 동생 : 영화궁주(永和宮主, 1141~1208)
- 시아버지 : 강릉공 왕온(江陵公 王溫, ?~1146)
- 시어머니 : 미상
  - 남편 : 공화후 왕영(恭化侯 王瑛, 1126~1186)
    - 아들 : 광릉공 왕면(廣陵公 王沔, ?~1218)
    - 딸 : 왕씨 (王氏, 1150~1185)